# Pelagònia
Pelagònia (en grec antic Πελαγονíα, en llatí Pelagonia) era la ciutat principal dels pelagons (Πελαγόνες), d'arrel epirota, i capital del districte quart de Macedònia, prop de la frontera amb Il·líria.
El districte tenia per veïns al nord els dardans o dardanis, que sovint hi van fer incursions, i els autariates. Com a ciutats dels pelagons, Polibi esmenta Pissaeum (Πισσαῖον) i Claudi Ptolemeu Andraristus (o Euristus) i Stobi. Titus Livi utilitza el nom de Pelagònia quan parla de les fèrtils planes de Bitòlia durant les campanyes de Publi Sulpici Galba Màxim.
Potser el nom de Pelagònia no es va aplicar a la ciutat fins que unes altres dues ciutats anomenades Pelagònia no van quedar destruïdes. El nom anterior no es coneix, però és esmentada indirectament pel geògraf Hièrocles i per l'historiador romà d'Orient Malc de Filadelfia, que alaba la bona construcció de la seva ciutadella. Estrabó parla de Tripolitis, potser perquè la ciutat va reunir els habitants de les tres anteriors.
L'emperador romà d'Orient Manuel I Comnè va ocupar la ciutat perquè la seva posició avantatjosa li permetia fer la guerra amb més èxit contra el Regne d'Hongria.
Prop de la ciutat l'emperador Miquel VIII Paleòleg va derrotar el 1259 el príncep d'Acaia Guillem II. Actualment es correspon a la vall del Crna Reka, afluent del Vàrdar, a Macedònia del Nord.
La denominació es dona també a un bisbat conegut com a Monastir, l'antiga capital de la Rumèlia Oriental i moderna Bítola, que a l'època clàssica es deia Heraclea de Lincèstida.